# 道德統計
道德統計（Moral statistics）嚴格上而言指利用數值資料暗示特定群體有病理性的社會成因，包括犯罪率、文盲率、自殺率、私生子出生率、墮胎率、離婚率、賣淫比例，或者19世紀時被稱為「貧窮」的某些經濟問題。
首位集合資料進行社會統計學的人是英國經濟學家約翰·葛蘭特，於1662年針對倫敦病死人口做的統計報告：《死亡表》（Bills of Mortality），為倫敦地區的出生人口與死亡人口列表；1741年，第一份系統化人口調查出現，咸信是由德國牧師約翰·彼得·秀斯密爾（Johann Peter Süssmilch）主持。「道德」作為一種統計變量，在19世紀初期被多個英國和法國的地方政府採用、傳播，廣泛用於社會改革的辯論場中。
第一份討論「道德統計」的作品是法國統計學家安德烈-米歇爾·格雷（André-Michel Guerry）在1833年的《論法國道德統計》（Essai sur la statistique morale de la France）。書中他利用法國的行政區劃地圖，繪製文盲率、犯罪率（以人數和財富多寡計算）、私生子出生率與窮人與富人的捐獻金額分布，討論與道德變量有關的項目。
在英國，首篇討論道德統計的文章是1847年統計學家約瑟夫·弗萊徹（Joseph Fletcher）的《英格蘭與威爾斯的道德與教育統計》（Moral and educational statistics of England and Wales）。

## 延伸閱讀
- Friendly M.  (PDF). Statistical Science. 2007, 22 (3): 368–399  [2013-05-30]. doi:10.1214/07-STS241. （原始内容 (pdf)存档于2013-05-15） （英语）.